# Sumbek
Sumbek (nep. सुम्बेक) – gaun wikas samiti we wschodniej części Nepalu w strefie Meći w dystrykcie Ilam. Według nepalskiego spisu powszechnego z 2001 roku liczył on 478 gospodarstw domowych i 2564 mieszkańców (1285 kobiet i 1279 mężczyzn).